# Medi (metge)
Medi (en llatí Medius, en grec Μήδιος) fou un metge grec deixeble de Crisip de Cnidos, que va viure el segle iv aC i segle III aC. L'esmenta Galè (De Ven. Sect. adv. Erasistr. Rom. Dey. 100.2, De Cur. Rat. per Ven. Seet. 100.2, vol. xi. pp. 197, 252), que li atribueix gran autoritat en anatomia.
L'enciclopèdia Suides diu que podia ser el germà de Cretoxena, la mare d'Erasístrat.